# Ritešić
Ritešić (serbisk kyrilliska: Ритешић) är  ett samhälle i entiteten Serbiska republiken i Bosnien och Hercegovina. Det ligger i den centrala delen av landet, 120 km norr om huvudstaden Sarajevo. Ritešić ligger 206 meter över havet och antalet invånare är 394.
Terrängen runt Ritešić är huvudsakligen platt, men österut är den kuperad. Närmaste större samhälle är Doboj, 15,5 km söder om Ritešić. 
I omgivningarna runt Ritešić växer i huvudsak lövfällande lövskog. Runt Ritešić är det ganska tätbefolkat, med 67 invånare per kvadratkilometer.

## Sevärdheter
I Ritešić finns ett serbisk-ortodoxt kloster vid namn Ritešićklostret.

## Bilder

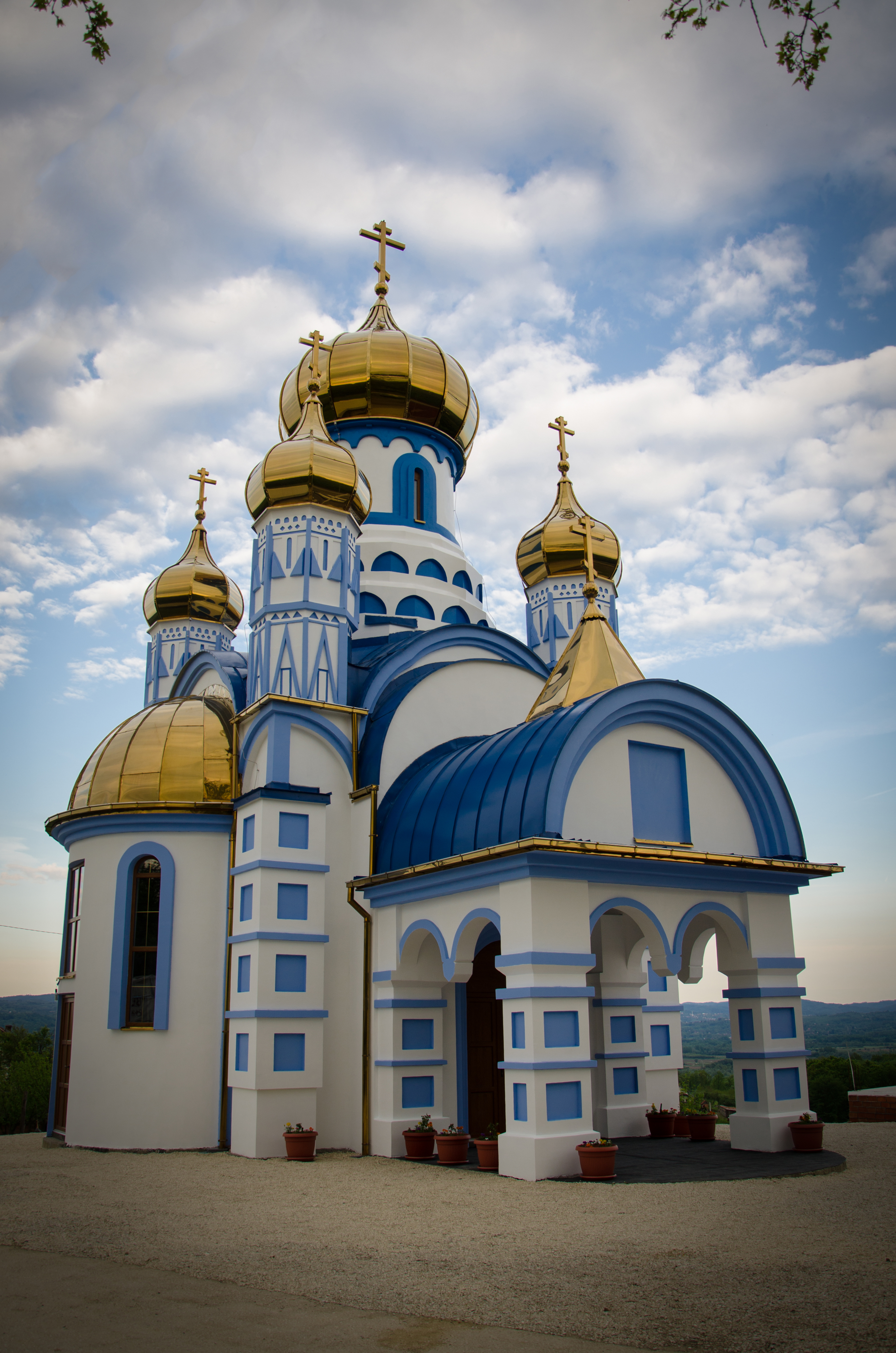
Ritešićklostret.